# Nepenthes coccinea
Nepenthes coccinea är en tvåhjärtbladig växtart som beskrevs av Maxwell Tylden Masters. Nepenthes coccinea ingår i släktet Nepenthes och familjen Nepenthaceae. Inga underarter finns listade i Catalogue of Life.